# آناستازیا (فیلم ۱۹۵۶)
آناستازیا (به انگلیسی: Anastasia) فیلمی در ژانر درام و عاشقانه به کارگردانی آناتول لیتواک محصول سال ۱۹۵۶ است. اینگرید برگمن، یول برینر و هلن هیز در این فیلم بازی کرده‌اند.
داستان این فیلم به افسانه آناستازیا نیکولائونا رومانوا می‌پردازد.

## داستان
بونین (یول برینر) یک تاجر فرصت طلبی روسی است که در پی کشیدن نقشه برای یافتن بدلی برای آناستازیا، دختر آخرین تزار روسیه که گفته می‌شود در سال ۱۹۱۸ توسط ارتش سرخ روسیه کشته شده باشد، می‌باشد. هدف بونین از این اقدام بدست آوردن ثروت هنگفت خانواده تزار در انگلستان به مبلغ ۱۰ میلیون پوند است و…